# Maja (Kota Agung Barat)
Maja is een bestuurslaag in het regentschap Tanggamus van de provincie Lampung, Indonesië. Maja telt 390 inwoners (volkstelling 2010).